# Bobby Allison
Robert Arthur „Bobby“ Allison (* 3. Dezember 1937 in Miami, Florida; † 9. November 2024 in Mooresville, North Carolina) war ein US-amerikanischer NASCAR-Rennfahrer und Meister. Er zählt zu den 50 größten Fahrern von NASCAR.

## Karriere vor NASCAR
Allison fuhr sein erstes Rennen auf der Archbishop Curley Notre Dame High School in Miami, Florida. Nach ein paar Unfällen befahl ihm sein Vater, mit dem Rennsport aufzuhören. Nach der High School im Jahr 1955 ging er mit seinem Bruder Donnie und ein paar Freunden auf die Suche nach lukrativeren Rennen als denen, die es in Florida gab. Seine Suche führte ihn zum Montgomery Speedway in Montgomery, Alabama. Dort erfuhr er von einem Nachtrennen in Midfield, Alabama, in der Nähe von Birmingham, Alabama. Allison nahm an dem Rennen teil und gewann es sowie zwei weitere Rennen in derselben Woche. Er hatte also seine lukrativen Rennen gefunden. Bobby und Donnie eröffneten eine Werkstatt in Hueytown, Alabama, zusammen mit ihrem Freund Red Farmer. Sie wurden daraufhin als die „Alabama Gang“ bekannt.
Bobby Allison arbeitete auch als Mechaniker und Motorentester, besann sich aber wieder aufs Rennfahren und gewann die Meisterschaft in der Modified Special Division im Jahr 1962.

## NASCAR-Karriere

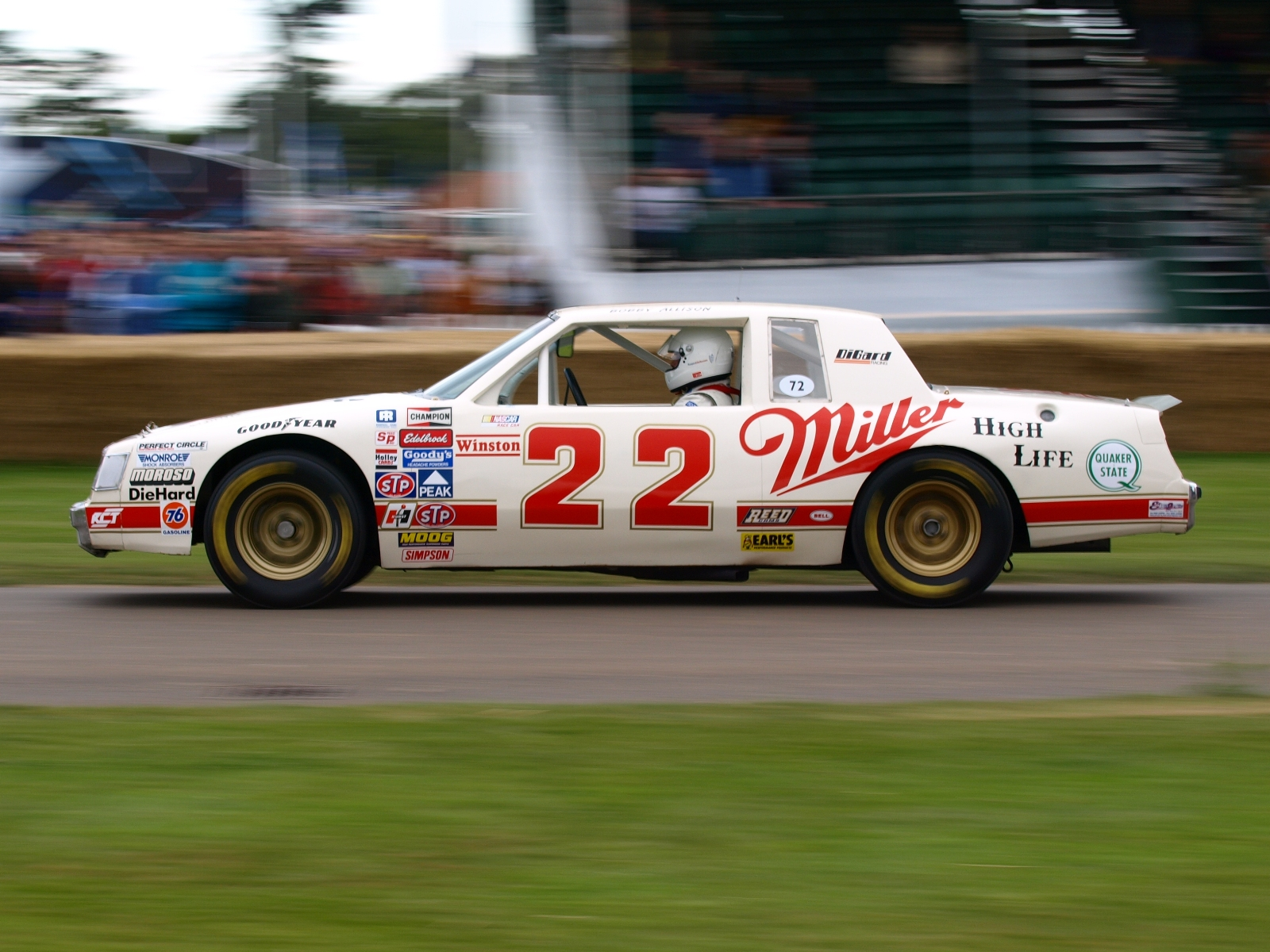
Allisons Wagen aus der Saison 1983

1965 wechselte Allison in die Grand-National-Serie und gewann sein erstes Rennen auf dem Oxford Plains Speedway am 12. Juli 1966.
Während seiner Karriere erzielte Allison insgesamt 84 Siege, ebenso viele wie Darrell Waltrip. Unter diesen Siegen sind drei beim Daytona 500 in den Jahren 1978, 1982 und 1988. Bei letztgenanntem belegte zudem sein Sohn Davey Allison den zweiten Platz. Im Jahre 1983 gewann er die Meisterschaft im Winston Cup für DiGard Racing. Bis heute ist er der älteste Cup-Champion und war zu diesem Zeitpunkt auch der älteste NASCAR-Champion überhaupt, bis Jack Ingram den Rekord zwei Jahre später in der Busch Series brach. Allison versuchte sich auch zweimal beim Indianapolis 500. Sein bestes Ergebnis war ein 25. Platz im Jahre 1975.
Allison war an einem Unfall auf dem Talladega Superspeedway im Mai 1987 beteiligt, bei dem sich sein Wagen seitwärts drehte, abhob und in den Schutzzaun flog. Der Einschlag bei fast 200 mph sorgte dafür, dass der Zaun auf einer Länge von etwa 90 Metern heruntergerissen wurde, Teile des Wagens in die Tribüne flogen und mehrere Zuschauer verletzten. Im selben Rennen holte sein ältester Sohn Davey seinen ersten Sieg. NASCAR verlangte daraufhin kleinere Vergaser für die noch ausstehenden Rennen der Saison in Talladega und dem Daytona International Speedway. Ab der darauffolgenden Saison schrieb NASCAR den Einsatz von Luftmengenbegrenzern (Restrictor plates) auf den beiden Strecken vor, um die Geschwindigkeit unter 200 mph zu halten. Allison gewann im Februar 1988 das Daytona 500 als erstes Restrictor-Plate-Rennen. Er war zu diesem Zeitpunkt der älteste Sieger in einem Cup-Series-Rennen, bis 1990 dieser Rekord von Harry Gant überboten wurde.
Im Verlauf der Saison kam Allison am 19. Juni 1988 bei einem Unfall auf dem Pocono Raceway beinahe ums Leben. Allison überlebte, aber die Verletzungen zwangen ihn zum Rücktritt von NASCAR. 1992 verunglückte sein jüngster Sohn Clifford tödlich bei einem Training zum Rennen der NASCAR Busch Series auf dem Michigan International Speedway. Im Jahre 1993 wurde Allison in die Motorsports Hall of Fame of America aufgenommen. Im selben Jahr kam Davey Allison bei einem Hubschrauberabsturz am Talladega Superspeedway ums Leben. Ein Jahr später folgte die Aufnahme in die International Motorsports Hall of Fame, das Jahr allerdings wurde auch durch den Tod seines langjährigen Freunds Neil Bonnett überschattet.
Allison war einer von acht Fahrern, die den Karriere-Grand-Slam geschafft und die vier wichtigsten Rennen gewonnen haben.

## Kontroverse Siege
Offiziell hat Allison in seiner Karriere 84 Rennen gewonnen. Inoffiziell werden ihm 85 Siege zugesprochen, möglicherweise sogar 86. Kontrovers waren zwei Rennen: Das Myers Brothers 250 im Bowman Gray Stadium in der Saison 1971 und das National 500 auf dem Charlotte Motor Speedway in der Saison 1973.

### Myers Brothers 250
Das Myers Brothers 250 der Saison 1971 fand am 6. August 1971 im Bowman Gray Stadium in Winston-Salem, North Carolina, statt. Der erste Wagen, der nach 250 Runden die Ziellinie überquerte, wurde von Allison pilotiert.
Die Kontroverse in besagtem Rennen bestand darin, dass in den frühen 1970er Jahren kombinierte Rennen für die kleinere Grand American Series mit sogenannten „Pony Cars“ wie den Chevrolet Camaro, Ford Mustang sowie AMC Javelin und der Grand National Series mit Chevrolet Chevelle, Ford Torino Talladega, Dodge Charger Daytona und Plymouth Roadrunner ausgetragen wurden. Für dieses und das folgende Rennen auf dem West Virginia International Speedway fuhr Allison in einem solchen Kombinationsrennen in einem Ford Mustang, der den Spezifikationen der Grand American Series entsprach. Da er nicht in einem Wagen der Grand National Series saß, wurde ihm der Sieg dieser Serie nicht zugeschrieben, sondern der Grand American Series.
Hierbei sei angemerkt, dass NASCAR in der Vergangenheit diverse kombinierte Rennen mit anderen Rennserien veranstaltet hat. In diesen Fällen zählte der Sieg nur für die Serie, in der der Rennwagen des Fahrers zugelassen war. Ebenfalls von dieser Regelung betroffen ist Darrell Waltrip, der genauso viele Siege auf dem Konto hat wie Allison.

### National 500
Das National 500 der Saison 1973 fand am 7. Oktober auf dem Charlotte Motor Speedway in Concord, North Carolina, statt. Die ersten drei Wagen, die nach den planmäßigen 334 Runden die Ziellinie überquerten, wurden von Cale Yarborough, Richard Petty und Bobby Allison gefahren. Sie überquerten die Linie in genannter Reihenfolge. Der Zieleinlauf ist nicht umstritten, wohl aber die Legalität der Motoren der beiden ersten Wagen.
Nach dem Rennen protestierte Allison, dass die Motoren in Cale Yarboroughs und Richard Pettys Wagen überdimensioniert wären. NASCAR untersuchte alle drei Motoren der drei Erstplatzierten und nur Allisons Motor entsprach den Spezifikationen. Sechs Stunden nach Beginn der Inspektionen verkündete der technische Direktor von NASCAR, Bill Gazaway, der Presse, dass die Ergebnisse zum Hauptquartier von NASCAR in Daytona geschickt würden und dort die endgültige Entscheidung getroffen würde.
Am Montag veröffentlichte NASCAR eine Pressemitteilung, worin mitgeteilt wurde, dass die Anlagen in Charlotte inadäquat waren, die Ergebnisse der Inspektion vor dem Rennen verwendet würden, nach dem alle drei Wagen legal waren und somit das Ergebnis bestehen bliebe.
Allison drohte beiden anderen Fahrern mit dem Rücktritt und einer Klage. Erst nach einem privaten Treffen mit NASCAR-Präsident Bill France junior eine Woche später lenkte Allison ein. Darauf machten Spekulationen die Runde, Allison sei mit Geld zum Schweigen gebracht worden. Allison bestätigte diese Spekulationen nicht, verneinte sie aber auch nicht. Er sagte nur, dass er ausreichend entschädigt wurde.
Das Rennergebnis wurde nicht abgeändert, aber eine Vielzahl an Fans ist der Meinung, dass Allison um einen weiteren Sieg betrogen wurde.
Das Jahr 1973 war ein Jahr des Übergangs in NASCAR. Die Teams konnten zwischen einem 7-Liter-Motor mit Luftmengenbegrenzung und einem 5,9-Liter-Motor ohne Begrenzung wählen. Zehn Jahre später sorgte Pettys überdimensionierter Motor im selben Rennen für neue Regeln, nachdem in einem solchen Fall der Motorenhersteller, der Fahrer und der Teambesitzer für zwölf Wochen von Rennen ausgeschlossen werden konnten.

### Daytona 500
Nach seinem Sieg in Daytona wurde Allisons Wagen untersucht, wobei festgestellt wurde, dass die hintere Stoßstange fehlte. Es sah zunächst so aus, als sei sie bei einem leichten Kontakt mit einem anderen Wagen zu Beginn des Rennens abgefallen. Dennoch wurden Tests mit dem Wagen ohne Stoßstange durchgeführt und festgestellt, dass er ohne sie schneller war und sich besser fahren ließ. Daraufhin wurde behauptet, Allison und seine Crew hätten die Stoßstange so modifiziert, dass sie leicht abfällt. NASCAR verhängte keine Strafe und der Sieg blieb bestehen. Allison und seine Crew wiesen die Behauptung zurück.

## Wagen-Besitzer
Allison war Besitzer eines Wagens für eine Vielzahl von Fahrern zwischen 1990 und 1996. Erwähnenswert sind insbesondere Hut Stricklin, Jimmy Spencer und Derrike Cope.

## Statistik

### Sebring-Ergebnisse
| Jahr | Team                       | Fahrzeug     | Teamkollege | Teamkollege    | Platzierung     | Ausfallgrund |
| ---- | -------------------------- | ------------ | ----------- | -------------- | --------------- | ------------ |
| 1967 | Treadwell Ford Racing Team | Shelby GT350 | Roger West  | Joseph Ausburn | Disqualifiziert |              |

### Einzelergebnisse in der Sportwagen-Weltmeisterschaft
| Saison | Team                       | Rennwagen         | 1   | 2   | 3   | 4   | 5   | 6   | 7   | 8   | 9   | 10  | 11  | 12  | 13  | 14  |
| ------ | -------------------------- | ----------------- | --- | --- | --- | --- | --- | --- | --- | --- | --- | --- | --- | --- | --- | --- |
| 1966   | Robert Harper              | Chevrolet Corvair | DAY | SEB | MON | TAR | SPA | NÜR | LEM | MUG | CCE | HOK | SIM | NÜR | ZEL |     |
| 1966   | Robert Harper              | Chevrolet Corvair | DNF |     |     |     |     |     |     |     |     |     |     |     |     |     |
| 1967   | Roger West Tradwell Racing | Shelby Mustang    | DAY | SEB | MON | SPA | TAR | NÜR | LEM | HOK | MUG | BRH | CCE | ZEL | OVI | NÜR |
| 1967   | Roger West Tradwell Racing | Shelby Mustang    | DNF | DNF |     |     |     |     |     |     |     |     |     |     |     |     |
| 1978   | Randy Hoerr                | Nissan 510        | DAY | SEB | MUG | TAL | DIJ | SIL | NÜR | LEM | MIS | DAY | WAT | VAL | ROD |     |
| 1978   | Randy Hoerr                | Nissan 510        |     |     |     |     |     |     | DNF |     |     |     |     |     |     |     |